# Fernando Hernández Casado
Fernando Hernández Casado (Valladolid, 24 de febrero de 1973) es un ex-balonmanista español, que jugaba en la posición de extremo derecho. Su último equipo fue el Balonmano Atlético Valladolid.
Actualmente es entrenador del club C.D. Balopal.
Ha sido 120 veces internacional con España, habiendo obtenido un Campeonato del Mundo (2005), un subcampeonato europeo (1996) y una medalla de bronce en los Juegos Olímpicos (1996).

## Trayectoria deportiva
| Temporadas                | Club                          | Liga                | País   |
| ------------------------- | ----------------------------- | ------------------- | ------ |
| 1992 / 1993 — 1995 / 1996 | Arcos Valladolid              | ASOBAL              | España |
| 1996 / 1997 — 1999 / 2000 | Prosesa Ademar León           | ASOBAL              | España |
| 2000 / 2001 — 2006 / 2007 | FC Barcelona                  | ASOBAL              | España |
| 2007 / 2008 — 2010        | Portland San Antonio          | ASOBAL              | España |
| 2010 / 2011 — 2011 / 2012 | Club Balonmano Badajoz        | DHB                 | España |
| 2012 / 2013 — 2013 / 2014 | Cuatro Rayas Valladolid       | ASOBAL              | España |
| 2014 / 2015 — 2015 / 2016 | Balonmano Atlético Valladolid | División de Honor B | España |
| 2016 / 2017 — 2018 / 2019 | Balonmano Atlético Valladolid | ASOBAL              | España |

## Palmarés

### Clubes

#### Ademar León
| Título           | Club        | País   | Año     |
| ---------------- | ----------- | ------ | ------- |
| Recopa de Europa | Ademar León | España | (98-99) |
| Copa ASOBAL      | Ademar León | España | (98-99) |

#### FC Barcelona
| Título              | Club         | País   | Año     |
| ------------------- | ------------ | ------ | ------- |
| Supercopa de España | FC Barcelona | España | (00-01) |
| Copa ASOBAL         | FC Barcelona | España | (00-01) |
| Copa ASOBAL         | FC Barcelona | España | (01-02) |
| Copa EHF            | FC Barcelona | España | (02-03) |
| Liga ASOBAL         | FC Barcelona | España | (02-03) |
| Supercopa de España | FC Barcelona | España | (03-04) |
| Supercopa de Europa | FC Barcelona | España | (03-04) |
| Copa del Rey        | FC Barcelona | España | (03-04) |
| Liga de Campeones   | FC Barcelona | España | (04-05) |
| Liga ASOBAL         | FC Barcelona | España | (05-06) |
| Supercopa de España | FC Barcelona | España | (06-07) |
| Copa del Rey        | FC Barcelona | España | (06-07) |

#### Atlético Valladolid
| Título              | Club                | País   | Año     |
| ------------------- | ------------------- | ------ | ------- |
| División de Honor B | Atlético Valladolid | España | (15-16) |

### Selección nacional
| Año  | Título            | Campeonato                     |
| ---- | ----------------- | ------------------------------ |
| 1996 | Medalla de Plata  | Campeonato de Europa en España |
| 1996 | Medalla de Bronce | Juegos Olímpicos de Atlanta    |
| 2005 | Medalla de Oro    | Campeonato del Mundo en Túnez  |